# Langschwanzhutias
Die Langschwanzhutias (Mysateles) sind eine Nagetiergattungaus der Unterfamilie der Baumratten (Capromyinae). Die Gattung umfasst je nach Quelle zwei bis fünf Arten, die auf Kuba und vorgelagerten Inseln leben.

## Allgemeines
Langschwanzhutias ähneln der Hutiaconga und wurden früher in dieselbe Gattung (Capromys) eingeordnet, unterscheiden sich aber durch den namensgebenden längeren Schwanz und Details im Bau des Schädels. Diese Tiere erreichen Kopfrumpflängen von 30 bis 43 Zentimetern, der Schwanz wird 21 bis 34 Zentimeter lang und ihr Gewicht variiert zwischen 1,3 und 1,9 Kilogramm. Sie ähneln äußerlich Ratten mit einem wuchtigen, abgerundeten Kopf. Das Fell ist an der Oberseite rötlichbraun oder schwarz gefärbt, die Unterseite ist heller, oft weißlich oder hellbraun.
Langschwanzhutias sind Waldbewohner und halten sich meist auf Bäumen auf. Sie dürften eher nachtaktiv sein und sich vorrangig von Pflanzen ernähren. 
Die Bejagung und die Zerstörung des Lebensraumes sind die Hauptbedrohungen der Langschwanzhutias.

## Systematik
Je nach Quelle werden zwei bis fünf Arten der Langschwanzhutias in die Gattung eingeordnet. Wilson & Reeder listen drei Arten, im Handbook of the Mammals of the World werden nur zwei Arten benannt:
- die Garrido-Langschwanzhutia (Mysateles garridoi) lebt nur auf der Inselgruppe Archipiélago de los Cannareos vor der Südküste Kubas. Sie galt bereits als ausgestorben, bevor 1989 zwei Tiere gefangen wurden. Die Art wird von der IUCN als „vom Aussterben bedroht“ (critically endangered) gelistet.
- die Gemeine Langschwanzhutia (Mysateles prehensilis) ist die größte und am besten erforschte Art dieser Gattung. Sie lebt im westlichen Kuba und ist ebenfalls relativ häufig.

Als weitere Arten werden in anderen Quellen Mysateles gundlachi von der Isla de la Juventud und Mysateles meridionalis vom südwestlichen Teil der Isla de la Juventud als eigene Arten benannt. Mysateles gundlachi und Mysateles meridionalis werden im Handbook of the Mammals of the World als Unterarten der Gemeinen Langschwanzhutia geführt.

## Belege
1. ↑  Don E. Wilson & DeeAnn M. Reeder (Hrsg.): Mysateles in Mammal Species of the World. A Taxonomic and Geographic Reference (3rd ed).
2. 1 2  Genus Mysatelus. In: P.H. Fabre, J.L. Patton, Y.L.R. Leite: Family Echimyidae (Hutias, Coypu and South-American Spiny Rats) In: Don E. Wilson, T.E. Lacher, Jr., Russell A. Mittermeier (Hrsg.): Handbook of the Mammals of the World: Lagomorphs and Rodents 1. (HMW, Band 6) Lynx Edicions, Barcelona 2016, S. 596–597, ISBN 978-84-941892-3-4.